# Lipeäjärvi
Lipeäjärvi eller Lipiajärvi är en sjö i Finland. Den ligger i kommunen Posio i landskapet Lappland, i den norra delen av landet, 700 km norr om huvudstaden Helsingfors. Lipeäjärvi ligger 233,4 meter över havet. Den är 6 meter djup. Arean är 68,8 hektar och strandlinjen är 4,16 kilometer lång. Sjön  ingår i Ijo älvs huvudavrinningsområde. 